# کینگزلی مارتین
باسیل کینگزلی مارتین (Basil Kingsley Martin) (28 ژوئیه ۱۸۹۷ – ۱۶ فبری ۱۹۶۹)، معروف به کینگزلی مارتین (Kingsley Martin)، یک روزنامه‌نگار اهل بریتانیا بود که از ۱۹۳۰ تا ۱۹۶۰ میلادی به عنوان ویراستار در مجله چپ‌گرای سیاسی به‌نام نیو استیتسمن کار می‌کرد.

## اوایل زندگی
او فرزند (دیوید) باسیل مارتین (۱۸۵۸–۱۹۴۰ میلادی)، مسئول کلیسای کنگره گرایان و الیس چارلوتی توربیروایل، دختر توماس چارلز توربیوایل اهل ایزلینگتون، بود و در ۲۸ ژوئیه ۱۸۹۷ در جاده انگیستری، شهر هرفورد متولد شد؛ ایرین بارکلی خواهر بزرگ‌تر وی بود. پدر وی از ۱۸۹۳ به بعد مسئول نمازخانه کلیسای آیین بروک بود؛ این کلیسا که در جاده آیین، هرفورد قرار دارد، حالا به‌نام کلیسای متحد ریفورم شده یاد می‌گردد. باسیل مارتین پایبند به اصول سوسیالیستی و صلح‌جویی بوده و یک فرد مشهور پنداشته نمی‌شد.
مارتین در مدرسه روزانه برای پسران، مدرسه کاتیدرال هرفورد درس می‌خواند اما خوشحال نبود. خانواده وی بعداً در ۱۹۱۳ میلادی به فینچلی، لندن نقل مکان نمودند. باسیل مارتین در کلیسای یونیتاری فینچلی مشغول کار شد، اما صلح‌جویی وی تا حدی باعث منزوی شدن وی گردید.
مارتین مستقیماً به لندن نرفت. او نخست به دلیل وضعیت پزشکی که داشت، از طریق کشتی به آفریقای جنوبی فرستاده شد. او برای مدتی با دایی خود به‌نام فرانک توربروایل در مزرعه‌ای در نزدیکی گراهامس‌تاون که حالا معروف به مکهاندا است، در کیپ شرقی ماند و در ژانویه ۱۹۱۴ دوباره به نزد خانواده خود آمد.

## مخالف با خدمت سربازی
مارتین به مدرسه میل هیل که رئیس آن جان مکلوری نام داشت، رفت. او وارد دوره آمادگی دانشگاه شد: در «دوره آمادگی کلاسیک»، او به مطالعه رشته سنتی زبان لاتین و یونانی پرداخت. هنگام آغاز جنگ جهانی اول، ۱۷ سال داشت و در وضعیت پزشکی خوب نبود. وی به سپاه آموزش افسران (OTC) مدرسه ملحق نشد؛ اما دوست نزدیک وی، توماس اپلیبی که یک سال از وی بزرگ‌تر بود و در این دوره آموزشی شرکت کرده بود، به خدمت اجباری سربازی سوق داده شده و در ۱۹۱۶ میلادی تنها چند روز پس از رسیدن در فرانسه، کشته شد.
با تجربه گرفتن از مخالفت پدرش با جنگ دوم بریتانیا و بوئر که او را در خطر حملات خشونت‌آمیز قرار داده بود، مارتین رویهٔ عدم مقاومت را در پیش گرفته و خود را مخالف با خدمت سربازی اعلام کرد. در ۱۸ سالگی، او ملزم گردید تا نزد محکمه مخالفین با خدمت سربازی حضور یابد. مارتین نامه‌ای از رئیس سپاه آموزش افسران (OTC) مدرسه را به عنوان مدرک پیشکش نموده و پدر وی نیز در محکمه صحبت کرد. او از خدمت در ارتش معاف گردید.
با این همه، پسران دیگر در مدرسه، بودن مارتین در مدرسه را برای وی غیرقابل تحمل ساختند. او تصمیم گرفت تا به واحد آمبولانس دوستان بپیوندد. او برای دریافت آموزش‌های اولیه به جوردانز، باکینگهام‌شر فرستاده شد. پس از آن وی یک دوره اضافی را در بیمارستان ستار اند گارتر در ریچموند سپری کرد. از جنورری ۱۹۱۷ وی به عنوان کمک بهیار در بیمارستان افکولم در بیرمنگام کار کرد و بار دیگر به نزد محکمه مراجعه نموده و به‌طور مشروط از خدمت اجباری سربازی معاف گردید. در ماه ژوئن، او همراه با واحد آمبولانس در شمال فرانسه کار می‌کرد.

## دوره پسا جنگ
در ۱۹۱۹ میلادی، مارتین در مدرسه تابستانی سوسیالیست شرکت کرد، جای که وی به سوسیالیسم صنفی که جی.دی.اچ. کول و همسر وی مارگاریت تشریح می‌کرد، علاقه‌مند شد. در خزان همان سال، وی وارد کالج مجدلیه در دانشگاه کمبریج شد. وی در دو بخش امتحان نهایی تاریخ در دانشگاه، مدرک دو رشته‌ای به‌دست‌آورد، از این‌رو کالج یک بورسیه خداحافظی که شامل دیدار یک ساله از دانشگاه پرینستون می‌شد را به وی اعطاء کرد. او به اتحادیه کنترل دموکراتیک پیوست: او یک جلسه برای احیای این اتحادیه در ۱۹۲۱ برگزار کرد و نورمن آنجل در آن سخنرانی می‌کرد، اما توسط دانشجویان مختل گردید.
براساس گفته سی.اچ. رولف، مارتین در این دوره به شدت تحت تأثیر گلدزورثی لوز دیکنسون قرار داشت. او در فوریه ۱۹۲۲ در یک کنفرانس سوسیالیست در دونسفورت شرکت کرد. سایر افراد حاضر در این کنفرانس شامل افراد ذیل بود: برتراند راسل، بئاترس وب سلطه‌جو، سدنی وب، باربارا دریک، هگ دالتون، اریک بلیر (قبل از این‌که جرج اورول شود)، هارولد لسکی، باربارا ووتون و الین پوور. او از دالتون که در انتخابات میان دوره‌ای مارس ۱۹۲۲ کمبریج از حزب کارگر خود را نام‌زد نموده بود، حمایت کرد.
در ۱۹۲۴ میلادی، شغلی برای مارتین به عنوان استاد در مدرسه اقتصاد لندن تحت نظر لاسکی، پیشنهاد گردید. او برای سه سال در آنجا ماند و بعداً در منچیستر گاردین به عنوان سرمقاله نویس کار کرد. او مدرسه اقتصاد لندن را قسماً به‌خاطر اختلاف نظری که با ویلیام بوریج، رئیس این مدرسه پیدا کرد، ترک نمود.

## ویراستار در نیو استیتسمن
مارتین در آغاز سال ۱۹۳۱ میلادی، ویراستار روزنامه نیو استیتسمن شد. او تا هنگام بازنشستگی در ۱۹۶۰ میلادی، در روزنامه استیتسمن باقی ماند.

### تیراژ و تاثیر
طول سی سالی که مارتین در روزنامه استیتسمن به عنوان ویراستار کار می‌کرد، تیراژ این روزنامه از ۱۴٬۰۰۰ به ۸۰٬۰۰۰ رسید. پس از ادغام دَ نیشن و آتینئوم در ۱۹۳۱ میلادی به این روزنامه، نام آن به نیو استیتسمن و نیشن تغییر داده شد. این ادغام، برای انتصاب مارتین حیاتی بود: وی بر آرنولد راونتری که بزرگ‌ترین پشتیبان این روزنامه چپِ‌میانه جدید بود تأثیر فراوان گذاشته و راونتری تأکید داشت تا مارتین به عنوان رئیس این روزنامه گماشته شود. در ۱۹۳۴ میلادی، او روزنامه ویک-ایند ریویو را از طریق دفترهای جریالد بیری از مالک آن ساموئل کورتالد خریداری نموده و حدود چهار هزار خواننده دیگر به‌دست‌آورد.
این مجله به یک مجله بسیار تأثیرگذار بر سیاست‌های چپی و بیشتر چپ‌گرایانه حزب کارگر مبدل شد.

### خط سیاسی
مارتین پس از آنشلوس ۱۹۳۸ نوشت:
«امروز اگر آقای چمبرلین پیش‌قدم می‌شد و برای ما می‌گفت که سیاست وی در واقع نه تنها یک سیاست تجرید بلکه سیاست کوچک سازی انگلستان است که طبق آن از امپراطوری باید دست برداشته شود، چون توان دفاع از آن وجود ندارد و این‌که بخش دفاعی ارتش باید رها گردد، چون جنگ باعث می‌شود تا تمدن بشری به‌طور کامل از بین برود، ما از طرف خود از ته دل او را حمایت می‌کردیم».
مارتین بعداً این موضع خود را رها کرد.
مارتین و استیتسمن برای پیروی از یک واکنش غیرعادی نسبت به رژیم استالین در اتحاد شوروی مورد انتقاد قرار گرفتند. دوست مارتین، جان مینارد کینز، شکایت کرد که در رابطه به استالینِ روسیه، مارتین «شاید یک اندازه بیشتر پُر از حسن نیت بود. در صورتی که شکی ایجاد شود، این شک در صورت امکان بلعیده می‌شود». مارتین یک گزارش خصمانه در مورد لئون تروتسکی تحت عنوان «تروتسکی در مکسیکو» برای روزنامه نیو استیتسمن نوشت و همچنین به این روزنامه اجازه نداد تا کتاب ضد-استالینی تروتسکی، به انقلاب خیانت شد، را بررسی نماید.
پس از پیمان هیتلر و استالین، او از اتحاد جماهیر شوروی دلسرد شده و این پیمان را مورد نقد قرار داد؛ در پاسخ، روزنامه حزب کمونیست، دیلی ورکر یک سرمقاله نوشته و طی آن به مارتین حمله کرد. او از سیاست تقاضای تسلیمی بی‌قید و شرط از آلمان نازی، حمایت می‌کرد.
پس از شرکت در کنگره جهانی اندیش‌مندان برای صلح در ۱۹۴۸ میلادی در وروتسواف، لهستان که از طرف شوروی حمایت مالی شده بود، مارتین یک گزارش خصمانه نسبت به این کنگره تحت عنوان «کفتارها و دیگر خزنده گان» نوشت.

### مناقشه با اورول
سردبیری مارتین با نویسنده جورج اورول، منتج به چیزی شد که دی.جی. تایلر آن را «عداوت تیتانیک» خواند.
اورول که پس از مبارزه در جنگ داخلی اسپانیا به انگلستان برگشته بود، با مارتین به تماس شده و به او گزارشی از جنگ را پیشکش کرد؛ اما مارتین مقالهٔ نخست اورول، «چشم دید در اسپانیا» را به این دلیل رد کرد که، این مقاله ممکن است جمهوری-خواهان اسپانیایی را تضعیف نماید. برای جبران این کار، مارتین سپس به اورول این فرصت را پیشنهاد کرد تا کتاب رزمگا اسپانیا از فرانس بورکنائو را نقد ادبی نماید. با این وجود، مارتین و ویراستار ادبی ریموند مورتایمر نقد ادبی این کتاب را نیز رد کردند، چون از نظر آن‌ها «این نقد بسیار آشتی ناپذیر بوده و تلویحاً این معنی را می‌رساند که تمامی گزارش‌گران اسپانیای ما اشتباه می‌کنند»؛ این‌که این نقد بیش از ان یک نقد ادبی باشد، بیان مجدد نظریات خود اورول است. مورتایمر چندی بعد به اورول نامه‌ای نوشته و از وی برای رد مقاله‌اش در مورد اسپانیا عذرخواهی کرد، او بیان داشت که نظریات در مورد «عقاید پذیرفته شده استالینی در این‌جا هیچ بهای ندارد».
اورول به نوشتن به نیو استیتسمن ادامه داد، اما هنگام روزنامه‌نگاری خود «اظهارهای جریحه‌دار کننده» در مورد این مجله نوشت که این مجله «تحت تأثیر مستقیم کمونیست قرار دارد» و این‌که خوانندگان آن «ستایش‌گران استالین» هستند. فهرست مسافرین همراه اورول که در ۱۹۴۹ میلادی به شعبه پژوهش اطلاعات، یکی از شاخه‌های سازمان اطلاعات انگلستان سپرده شد، شامل نام مارتین بود.

## آثار
- پیروزی لرد پالمرستون (۱۹۲۴ میلادی)[۲۹]
- مردم بریتانیایی و اعتصاب عمومی (۱۹۲۶ میلادی)[۳۰]
- آزادی فرانسوی که در قرن هجدهم آموزش داده می‌شد: مطالعه‌ای بر ایده‌آل‌های سیاسی از بیل تا کندرسه (۱۹۲۹ میلادی).[۳۱]
- جادوی تاج و تخت (۱۹۳۷ میلادی)، آوردن دلایل برای جمهوری‌خواهی بریتانیا. این کتاب بعداً توسط بریان پیرس به عنوان یک «توجیه عالی» توصیف گردید.[۳۲]
- هارولد لاسکی، ۱۸۹۳ – ۱۹۵۰ میلادی: شرح حال زندگی‌نامه‌ای (1953)[۳۳]
- تاج و استقرار (۱۹۶۲ میلادی)، باز هم استدلالی برای جمهوری‌خواهی. این کتاب مناقشاتی را در پی‌داشت و جیرالد نابارو، نظریات مارتین در مورد سلطنت را «بد دهان» خواند.[۳۴][۳۵]
- شخصیت‌های پدر (۱۹۶۶ میلادی)، خود زیست‌نامه. مارگاریت کول در یک نقد ادبی، مارتین را به عنوان یک «ویراستار خوب و اعجاب‌انگیز» توصیف کرد.
- ویراستار (۱۹۶۸ میلادی)، خود زیست‌نامه.

## زندگی شخصی و دیدگاه‌ها
مارتین در ۱۹۲۶ میلادی با اولگا والترز، دختر دکتر فریدریک روفیناچت والترز، یک طبیب و افسر بهداشتی که رئیس آسایشگاهی در تونگهام بود، ازدواج کرد؛ آن‌ها در ۱۹۴۰ میلادی از هم طلاق گرفتند. مارتین با فعال مدنی، دوروتی وودمن وارد یک رابطه عاشقانه شد. آن‌ها تا آخر عمر مارتین باهم ماندند، اما هرگز ازدواج نکردند. آن‌ها در گروه‌های فشار، مانند اتحادیه کنترل دموکراتیک و پیکار برای خلع سلاح هسته‌ای باهم کار کردند.